# Challenge de Majorque 2022
La 31e édition du Challenge de Majorque a lieu du 26 au 30 janvier 2022. Au total, cinq épreuves font partie de ce Challenge de Majorque. Le classement final de l'épreuve n'est plus calculé depuis 2010. Les cinq courses font partie du calendrier UCI Europe Tour 2022 en catégorie 1.1.

## Équipes
25 équipes participent à ce Challenge de Majorque - 10 WorldTeams, 9 ProTeams et 6 équipes continentales :
| WorldTeams (10)- Movistar Team - UAE Team Emirates - Bora-Hansgrohe - AG2R Citroën Team - Israel-Premier Tech - Lotto-Soudal - BikeExchange-Jayco - Cofidis - Intermarché-Wanty-Gobert Matériaux - Trek-Segafredo ProTeams (9)- Caja Rural-Seguros RGA - Euskaltel-Euskadi - Equipo Kern Pharma - Eolo-Kometa - Bardiani-CSF-Faizanè - Arkéa-Samsic - Burgos-BH - Sport Vlaanderen-Baloise - Drone Hopper-Androni Giocattoli Équipes continentales (6)- BEAT Cycling - Java Kiwi Atlántico - Electro Hiper Europa-Caldas - Manuela Fundación Continental - Work Service-Vitalcare-Dynatek - Minerva Cycling Team |
| |

## Étapes
| Date       | Étape                          | Villes étapes        |                           | Distance (km) | Vainqueur d'épreuve |
| ---------- | ------------------------------ | -------------------- | ------------------------- | ------------- | ------------------- |
| 26 janvier | Trofeo Calvià                  | Peguera - Palma Nova | Étape de moyenne montagne | 154,7         | Brandon McNulty     |
| 29 janvier | Trofeo Alcúdia-Port d'Alcúdia  | Alcúdia - Alcúdia    | Étape de plaine           | 173,2         | Biniam Girmay       |
| 28 janvier | Trofeo Serra de Tramuntana     | Lloseta - Lloseta    | Étape de moyenne montagne | 158,9         | Tim Wellens         |
| 29 janvier | Trofeo Pollença-Port d'Andratx | Pollensa - Andratx   | Étape de plaine           | 170,1         | Alejandro Valverde  |
| 30 janvier | Trofeo Playa de Palma-Palma    | Palma - Palma        | Étape de plaine           | 169,1         | Arnaud De Lie       |

## Classements

### Trofeo Calvià
| \| Classement général \| Classement général \| Classement général \| Classement général \| Classement général \| \| Coureur \| Coureur \| Pays \| Équipe \| Temps \| \| ------------------ \| ------------------ \| ------------------ \| ---------------------------------- \| ------------------ \| \| 1er \| Brandon McNulty \| États-Unis \| UAE Team Emirates \| 3 h 57 min 37 s \| \| 2e \| Joël Suter \| Suisse \| UAE Team Emirates \| + 1 min 17 s \| \| 3e \| Vincenzo Albanese \| Italie \| Eolo-Kometa \| + 1 min 17 s \| \| 4e \| Tim Wellens \| Belgique \| Lotto-Soudal \| + 1 min 17 s \| \| 5e \| Simon Clarke \| Australie \| Israel-Premier Tech \| + 1 min 17 s \| \| 6e \| Alejandro Valverde \| Espagne \| Movistar Team \| + 1 min 17 s \| \| 7e \| Kobe Goossens \| Belgique \| Intermarché-Wanty-Gobert Matériaux \| + 1 min 17 s \| \| 8e \| Łukasz Owsian \| Pologne \| Arkéa-Samsic \| + 1 min 17 s \| \| 9e \| Emanuel Buchmann \| Allemagne \| Bora-Hansgrohe \| + 1 min 17 s \| \| 10e \| Ben Zwiehoff \| Allemagne \| Bora-Hansgrohe \| + 2 min 54 s \| |                    |            |                                    |                 |
| |                    |            |                                    |                 |
| Source : ProCyclingStats |                    |            |                                    |                 |
| Classement général |                    |            |                                    |                 |
| Coureur | Coureur            | Pays       | Équipe                             | Temps           |
| 1er | Brandon McNulty    | États-Unis | UAE Team Emirates                  | 3 h 57 min 37 s |
| 2e | Joël Suter         | Suisse     | UAE Team Emirates                  | + 1 min 17 s    |
| 3e | Vincenzo Albanese  | Italie     | Eolo-Kometa                        | + 1 min 17 s    |
| 4e | Tim Wellens        | Belgique   | Lotto-Soudal                       | + 1 min 17 s    |
| 5e | Simon Clarke       | Australie  | Israel-Premier Tech                | + 1 min 17 s    |
| 6e | Alejandro Valverde | Espagne    | Movistar Team                      | + 1 min 17 s    |
| 7e | Kobe Goossens      | Belgique   | Intermarché-Wanty-Gobert Matériaux | + 1 min 17 s    |
| 8e | Łukasz Owsian      | Pologne    | Arkéa-Samsic                       | + 1 min 17 s    |
| 9e | Emanuel Buchmann   | Allemagne  | Bora-Hansgrohe                     | + 1 min 17 s    |
| 10e | Ben Zwiehoff       | Allemagne  | Bora-Hansgrohe                     | + 2 min 54 s    |

### Trofeo Alcúdia-Port d'Alcúdia
| \| Classement général \| Classement général \| Classement général \| Classement général \| Classement général \| \| Coureur \| Coureur \| Pays \| Équipe \| Temps \| \| ------------------ \| ------------------- \| ------------------ \| ---------------------------------- \| ------------------ \| \| 1er \| Biniam Girmay \| Érythrée \| Intermarché-Wanty-Gobert Matériaux \| 3 h 50 min 48 s \| \| 2e \| Ryan Gibbons \| Afrique du Sud \| UAE Team Emirates \| + 0 s \| \| 3e \| Giacomo Nizzolo \| Italie \| Israel-Premier Tech \| + 0 s \| \| 4e \| Iván García Cortina \| Espagne \| Movistar Team \| + 0 s \| \| 5e \| Matîs Louvel \| France \| Arkéa-Samsic \| + 0 s \| \| 6e \| Michael Matthews \| Australie \| BikeExchange-Jayco \| + 0 s \| \| 7e \| Piet Allegaert \| Belgique \| Cofidis \| + 0 s \| \| 8e \| Pascal Ackermann \| Allemagne \| UAE Team Emirates \| + 0 s \| \| 9e \| Jesús Ezquerra \| Espagne \| Burgos-BH \| + 0 s \| \| 10e \| Lawrence Naesen \| Belgique \| AG2R Citroën Team \| + 0 s \| |                     |                |                                    |                 |
| |                     |                |                                    |                 |
| Source : ProCyclingStats |                     |                |                                    |                 |
| Classement général |                     |                |                                    |                 |
| Coureur | Coureur             | Pays           | Équipe                             | Temps           |
| 1er | Biniam Girmay       | Érythrée       | Intermarché-Wanty-Gobert Matériaux | 3 h 50 min 48 s |
| 2e | Ryan Gibbons        | Afrique du Sud | UAE Team Emirates                  | + 0 s           |
| 3e | Giacomo Nizzolo     | Italie         | Israel-Premier Tech                | + 0 s           |
| 4e | Iván García Cortina | Espagne        | Movistar Team                      | + 0 s           |
| 5e | Matîs Louvel        | France         | Arkéa-Samsic                       | + 0 s           |
| 6e | Michael Matthews    | Australie      | BikeExchange-Jayco                 | + 0 s           |
| 7e | Piet Allegaert      | Belgique       | Cofidis                            | + 0 s           |
| 8e | Pascal Ackermann    | Allemagne      | UAE Team Emirates                  | + 0 s           |
| 9e | Jesús Ezquerra      | Espagne        | Burgos-BH                          | + 0 s           |
| 10e | Lawrence Naesen     | Belgique       | AG2R Citroën Team                  | + 0 s           |

### Trofeo Serra de Tramuntana
| \| Classement général \| Classement général \| Classement général \| Classement général \| Classement général \| \| Coureur \| Coureur \| Pays \| Équipe \| Temps \| \| ------------------ \| ------------------ \| ------------------ \| ---------------------------------- \| ------------------ \| \| 1er \| Tim Wellens \| Belgique \| Lotto-Soudal \| 4 h 12 min 32 s \| \| 2e \| Alejandro Valverde \| Espagne \| Movistar Team \| + 0 s \| \| 3e \| Simon Clarke \| Australie \| Israel-Premier Tech \| + 0 s \| \| 4e \| Brandon McNulty \| États-Unis \| UAE Team Emirates \| + 0 s \| \| 5e \| Kobe Goossens \| Belgique \| Intermarché-Wanty-Gobert Matériaux \| + 0 s \| \| 6e \| Emanuel Buchmann \| Allemagne \| Bora-Hansgrohe \| + 0 s \| \| 7e \| Enric Mas \| Espagne \| Movistar Team \| + 14 s \| \| 8e \| Warren Barguil \| France \| Arkéa-Samsic \| + 14 s \| \| 9e \| Ben Zwiehoff \| Allemagne \| Bora-Hansgrohe \| + 19 s \| \| 10e \| Felix Gall \| Autriche \| AG2R Citroën Team \| + 1 min 52 s \| |                    |            |                                    |                 |
| |                    |            |                                    |                 |
| Source : ProCyclingStats |                    |            |                                    |                 |
| Classement général |                    |            |                                    |                 |
| Coureur | Coureur            | Pays       | Équipe                             | Temps           |
| 1er | Tim Wellens        | Belgique   | Lotto-Soudal                       | 4 h 12 min 32 s |
| 2e | Alejandro Valverde | Espagne    | Movistar Team                      | + 0 s           |
| 3e | Simon Clarke       | Australie  | Israel-Premier Tech                | + 0 s           |
| 4e | Brandon McNulty    | États-Unis | UAE Team Emirates                  | + 0 s           |
| 5e | Kobe Goossens      | Belgique   | Intermarché-Wanty-Gobert Matériaux | + 0 s           |
| 6e | Emanuel Buchmann   | Allemagne  | Bora-Hansgrohe                     | + 0 s           |
| 7e | Enric Mas          | Espagne    | Movistar Team                      | + 14 s          |
| 8e | Warren Barguil     | France     | Arkéa-Samsic                       | + 14 s          |
| 9e | Ben Zwiehoff       | Allemagne  | Bora-Hansgrohe                     | + 19 s          |
| 10e | Felix Gall         | Autriche   | AG2R Citroën Team                  | + 1 min 52 s    |

### Trofeo Pollença-Port d'Andratx
| \| Classement général \| Classement général \| Classement général \| Classement général \| Classement général \| \| Coureur \| Coureur \| Pays \| Équipe \| Temps \| \| ------------------ \| ------------------ \| ------------------ \| ---------------------------------- \| ------------------ \| \| 1er \| Alejandro Valverde \| Espagne \| Movistar Team \| 4 h 14 min 50 s \| \| 2e \| Brandon McNulty \| États-Unis \| UAE Team Emirates \| + 0 s \| \| 3e \| Aleksandr Vlasov \| Russie \| Bora-Hansgrohe \| + 3 s \| \| 4e \| Michael Matthews \| Australie \| BikeExchange-Jayco \| + 6 s \| \| 5e \| Felix Gall \| Autriche \| AG2R Citroën Team \| + 10 s \| \| 6e \| Simon Clarke \| Australie \| Israel-Premier Tech \| + 10 s \| \| 7e \| Élie Gesbert \| France \| Arkéa-Samsic \| + 10 s \| \| 8e \| Tim Wellens \| Belgique \| Lotto-Soudal \| + 13 s \| \| 9e \| Kobe Goossens \| Belgique \| Intermarché-Wanty-Gobert Matériaux \| + 19 s \| \| 10e \| Simon Geschke \| Allemagne \| Cofidis \| + 28 s \| |                    |            |                                    |                 |
| |                    |            |                                    |                 |
| Source : ProCyclingStats |                    |            |                                    |                 |
| Classement général |                    |            |                                    |                 |
| Coureur | Coureur            | Pays       | Équipe                             | Temps           |
| 1er | Alejandro Valverde | Espagne    | Movistar Team                      | 4 h 14 min 50 s |
| 2e | Brandon McNulty    | États-Unis | UAE Team Emirates                  | + 0 s           |
| 3e | Aleksandr Vlasov   | Russie     | Bora-Hansgrohe                     | + 3 s           |
| 4e | Michael Matthews   | Australie  | BikeExchange-Jayco                 | + 6 s           |
| 5e | Felix Gall         | Autriche   | AG2R Citroën Team                  | + 10 s          |
| 6e | Simon Clarke       | Australie  | Israel-Premier Tech                | + 10 s          |
| 7e | Élie Gesbert       | France     | Arkéa-Samsic                       | + 10 s          |
| 8e | Tim Wellens        | Belgique   | Lotto-Soudal                       | + 13 s          |
| 9e | Kobe Goossens      | Belgique   | Intermarché-Wanty-Gobert Matériaux | + 19 s          |
| 10e | Simon Geschke      | Allemagne  | Cofidis                            | + 28 s          |

### Trofeo Playa de Palma-Palma
| \| Classement général \| Classement général \| Classement général \| Classement général \| Classement général \| \| Coureur \| Coureur \| Pays \| Équipe \| Temps \| \| ------------------ \| ------------------ \| ------------------ \| ------------------------ \| ------------------ \| \| 1er \| Arnaud De Lie \| Belgique \| Lotto-Soudal \| 3 h 54 min 23 s \| \| 2e \| Sebastián Molano \| Colombie \| UAE Team Emirates \| + 0 s \| \| 3e \| Sasha Weemaes \| Belgique \| Sport Vlaanderen-Baloise \| + 0 s \| \| 4e \| Hugo Hofstetter \| France \| Arkéa-Samsic \| + 0 s \| \| 5e \| Luca Colnaghi \| Italie \| Bardiani CSF Faizanè \| + 0 s \| \| 6e \| Michael Matthews \| Australie \| BikeExchange-Jayco \| + 0 s \| \| 7e \| Giacomo Nizzolo \| Italie \| Israel-Premier Tech \| + 0 s \| \| 8e \| Filippo Fiorelli \| Italie \| Bardiani CSF Faizanè \| + 0 s \| \| 9e \| Matteo Moschetti \| Italie \| Trek-Segafredo \| + 0 s \| \| 10e \| Max Walscheid \| Allemagne \| Cofidis \| + 0 s \| |                  |           |                          |                 |
| |                  |           |                          |                 |
| Source : ProCyclingStats |                  |           |                          |                 |
| Classement général |                  |           |                          |                 |
| Coureur | Coureur          | Pays      | Équipe                   | Temps           |
| 1er | Arnaud De Lie    | Belgique  | Lotto-Soudal             | 3 h 54 min 23 s |
| 2e | Sebastián Molano | Colombie  | UAE Team Emirates        | + 0 s           |
| 3e | Sasha Weemaes    | Belgique  | Sport Vlaanderen-Baloise | + 0 s           |
| 4e | Hugo Hofstetter  | France    | Arkéa-Samsic             | + 0 s           |
| 5e | Luca Colnaghi    | Italie    | Bardiani CSF Faizanè     | + 0 s           |
| 6e | Michael Matthews | Australie | BikeExchange-Jayco       | + 0 s           |
| 7e | Giacomo Nizzolo  | Italie    | Israel-Premier Tech      | + 0 s           |
| 8e | Filippo Fiorelli | Italie    | Bardiani CSF Faizanè     | + 0 s           |
| 9e | Matteo Moschetti | Italie    | Trek-Segafredo           | + 0 s           |
| 10e | Max Walscheid    | Allemagne | Cofidis                  | + 0 s           |